# Глаголица

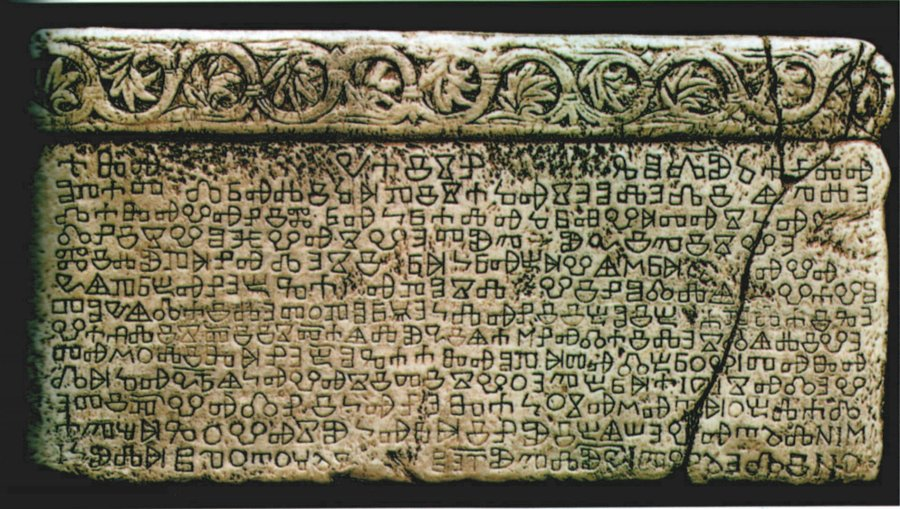
Башчанская (Бошканская) плита — один из древнейших известных памятников глаголицы, XI век

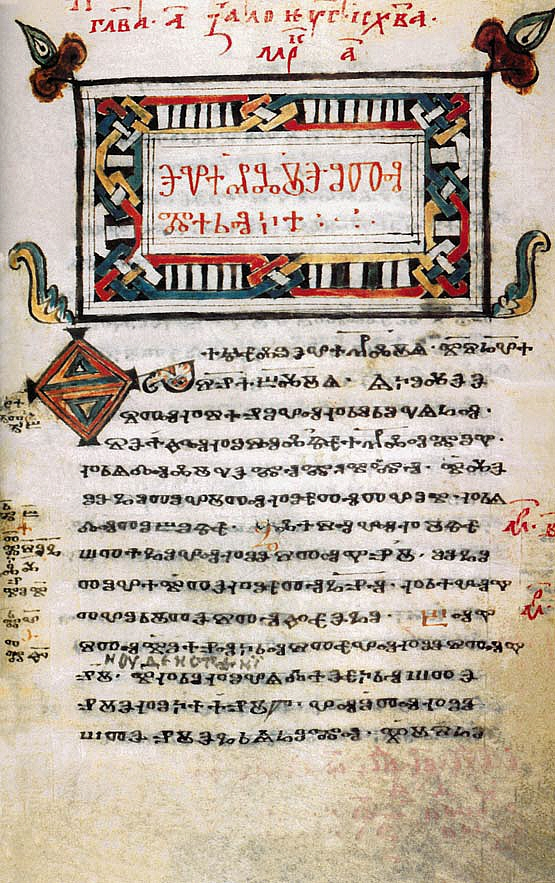
Глаголическое «Зографское Евангелие», X—XI века

Глаго́лица — первый славянский алфавит. Создан в середине IX века византийским миссионером Кириллом для перевода богослужебных текстов с греческого языка на старославянский.

## Предыстория
В середине IX века княжество Великая Моравия оказалось под угрозой исчезновения. Существовала опасность того, что страна будет поделена между франками и болгарами. Стремясь к независимости от восточно-франкского короля, моравский князь Ростислав изгнал баварских священников и отправил послов в Рим с просьбой к папе Николаю I прислать учителей для подготовки собственных священников. Получив отказ папы, Ростислав в 862 году отправил послов в Византию, прося об учителях, священниках или епископе, которые бы заложили в его государстве основу собственного церковного управления. Правитель Варда и патриарх Фотий откликнулись на призыв. В качестве главы миссии они избрали Кирилла — одного из сподвижников и бывших учеников Фотия, который преподавал в Магнаврской высшей школе, и его брата Мефодия, в то время — настоятеля монастыря в Малой Азии.
Пробыв в Моравии до 866 года, Кирилл и Мефодий организовали независимую от германского епископата славянскую церковь и перевели часть богослужебных текстов на славянский язык, существовавший в Моравии, разработав для этой цели специальный алфавит, названный ими глаголицей. Как правило, подобная практика не поощрялась Церковью, поскольку богослужение на национальных языках «варварских» народов Европы считалось святотатством. Однако Папа одобрил миссию Кирилла и Мефодия.

## История создания
Некоторые из прежних миссионеров уже пытались перевести богослужение на славянский язык и использовать для этого греческий или латинский алфавит, но эти попытки не имели успеха, поскольку в славянском было много звуков, для которых в греческом и латыни не нашлось букв. Ввиду этой трудности Кирилл приступил к созданию славянской азбуки, используя уже существовавшие наработки. В ходе перевода богослужебных текстов братья использовали греческие слова там, где не находилось аналогов среди славянских. В процессе этой работы они создали литературный язык, который был понятен всем славянам. Именно этот язык известен как старославянский.
«Житие Кирилла» так рассказывает о создании славянской азбуки:
С помощью своего брата, святого Мефодия (Михаила) и учеников Горазда, Климента, Саввы, Наума и Ангеляра он составил славянскую азбуку и перевёл на славянский язык книги, без которых не могло совершаться Богослужение.
Древнейшая сохранившаяся глаголическая надпись с точной датировкой относится к 893 году и сделана в церкви болгарского царя Симеона в Преславе. Древнейшие рукописные памятники (в том числе «Киевские листки», датируемые X веком) написаны именно на глаголице, причём написаны более архаическим языком, близким по фонетическому составу к языку южных славян.

Страница позднего глаголического текста (XX век)

На бо́льшую древность глаголицы указывают и палимпсесты (рукописи на пергаменте, в которых старый текст соскоблен и по нему написан новый). На всех сохранившихся палимпсестах соскоблена глаголица и новый текст написан кириллицей. Нет ни одного палимпсеста, в котором была бы соскоблена кириллица и по ней написана глаголица. В трактате «О письменах» Черноризец Храбр (начало X века) подчёркивает различие в написании греческих букв и болгарской азбуки Кирилла и Мефодия, видимо, глаголицы:
Тем же славянским письменам более святости и чести, что святой муж сотворил их, а греческие — эллины поганые. Если же кто скажет, что не устроил их добро, потому что доделывают их ещё, в ответ скажем этим: и греческие также многажды доделывали.
Из приведённой цитаты можно сделать вывод о существовании определённого недовольства азбукой Кирилла и Мефодия, которое, возможно, и привело к переходу на кириллицу.
Новгородский писец Упырь Лихой в своей приписке 1047 года утверждал, что переписал книги «Толковых пророков» «ис коуриловицѣ». Значение этого выражения дискуссионно, но наиболее распространённой является трактовка, согласно которой список был сделан с глаголического оригинала (и, таким образом, в середине XI века глаголица на Руси была известна как «кириловица/куриловица», такое варьирование первого гласного в имени Кирилл хорошо известно).

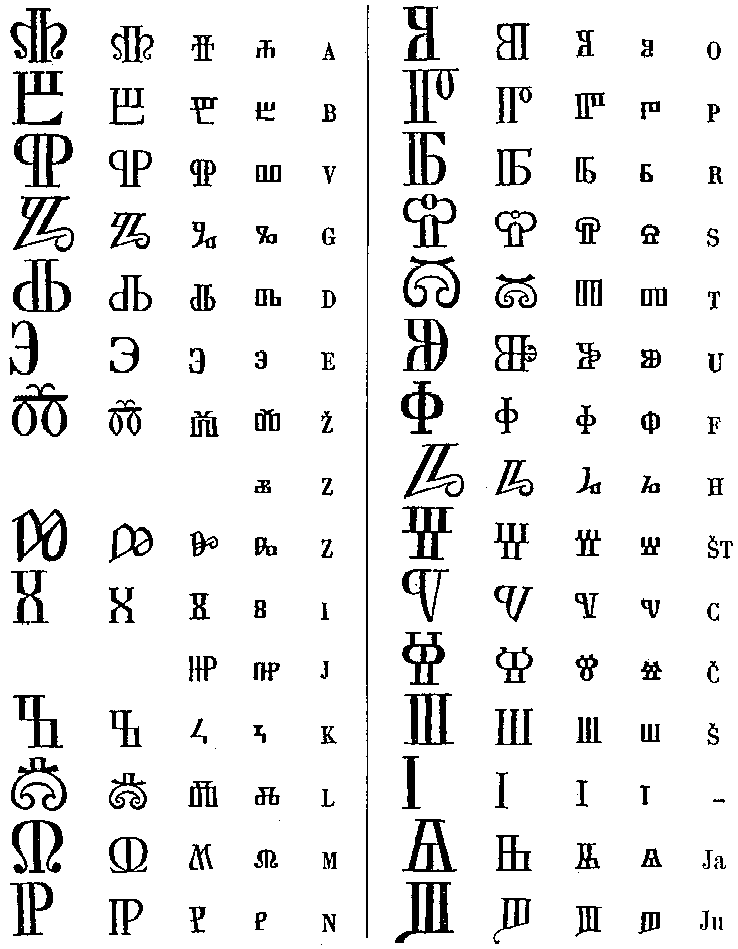
Алфавит поздней глаголицы (XX век). Буквицы и буквы

Римско-католическая церковь в борьбе против службы на славянском языке среди хорватов называла глаголицу «готскими письменами». На соборе епископов Далмации и Хорватии в 1059 году:
Говорили, что готские письмена были придуманы неким еретиком Мефодием, который на этом самом славянском языке написал много ложного против учения католической веры; из-за этого, говорят, он был Божьим судом наказан скорой кончиной.
Облик букв ранней (круглой) глаголицы в чём-то совпадает с эфиопским геэзом и хуцури, грузинским церковным алфавитом, созданным до IX века, восходящим к армянскому письму. Тем не менее, в современной науке какая-либо связь между буквами хуцури и глаголицы считается недоказанной. Начертание большинства букв глаголицы обычно выводят из греческой скорописи, а для негреческих звуков некоторые любители привлекают еврейскую азбуку (искусствовед Пол Кабберли, хоть и отстаивал оригинальность глаголицы, считал, что буква цы Ⱌ восходит к еврейской шин ש, а живите Ⰶ — к коптской джанджа Ϫ), однако бесспорных объяснений формы почти ни для одной буквы нет.
Глаголический и кириллический алфавиты в своих древнейших вариантах почти полностью совпадают по составу, различаясь только формой букв. При переиздании глаголических текстов типографским способом глаголические буквы обычно заменяют кириллицей (поскольку сегодня мало кто умеет читать глаголицу), однако числовое значение букв глаголицы и кириллицы не совпадает, что иногда приводит к недоразумениям. В глаголице числовые значения букв упорядочены в соответствии с порядком букв, а в кириллице они привязаны к числовым значениям соответствующих букв греческого алфавита.
Обычно говорят о двух видах глаголицы: более древней «круглой», также известной как болгарская, и более поздней «угловатой», хорватской (названной так потому, что до середины XX века она использовалась хорватскими католиками при совершении богослужений по глаголическому обряду). Алфавит последней постепенно сократился с 41 до 30 знаков. Наряду с уставным книжным существовало также глаголическое курсивное письмо (скоропись).
О бо́льшей древности глаголицы, по сравнению с кириллицей, писал крупнейший российский лингвист, академик Ф. Ф. Фортунатов в своей статье «О происхождении глаголицы» (Санкт-Петербург, 1913), склоняясь к коптской версии происхождения ряда букв данного алфавита:

«…свидетельство Храбра о 38 буквах в славянском алфавите Кирилла и Мефодия, изобретенном Кириллом, как применяющееся только к глаголице, не к кириллице, дает нам право думать, что первым книжным старославянским письмом была глаголица, и к тому же заключению приводят и некоторые другие данные, как указано было учеными, занимавшимися вопросом о происхождении глаголицы. Но если Кирилл писал глаголицею перевод греческих книг, то он же, конечно, составил первоначальную глаголицу, так как ведь ему пришлось внести в неё потом лишь три или четыре буквы… для передачи греческих звуков и букв в написании слов, заимствованных из греческих текстов; притом же ни Храбр, ни „Паннонийское“ житие Кирилла ничего не знают о существовании какого-либо славянского алфавита до Кирилла. Теперь, когда мы признаем Кирилла составителем первоначальной глаголицы, легко объясняется и то, каким образом коптское письмо могло оказать значительное влияние на буквы глаголицы».

Примеры глаголических записей древнерусских писцов XII—XIII веков

У ряда авторов, в основном в псевдоисторической литературе, встречается мнение, что Кирилл создал глаголицу на основе некого древнего славянского рунического письма, на котором были написаны якобы существовавшие языческие сакральные и светские тексты до принятия христианства. Доказательства существования этой письменности отсутствуют.

## Глаголица на Руси
В Древней Руси глаголица использовалась очень мало, в рукописях встречаются лишь отдельные вкрапления глаголических букв в текстах, написанных на кириллице. В 2000—2010-е годы А. А. Гиппиус и С. М. Михеев обнаружили ряд глаголических надписей XI века (в основном имена) в новгородском Софийском соборе, в том числе и на смеси глаголицы с кириллицей. Среди граффити XII века в церкви Благовещения на Рюриковом Городище в Новгороде найдено несколько надписей глаголицей, одна из которых является самой большой известной глаголической надписью в России. Глаголица использовалась также в качестве тайнописи.

## Таблица
| Unicode | Круглая (болгарская) | Угловатая (хорватская) | Латиница | Кириллица | Название в церковно-славянском | Числовое значение | Примечание |
| ------- | -------------------- | ---------------------- | -------- | --------- | --- | --- | --- |
| Ⰰ       |                      | Azu                    | A        | А         | Аз | 1 | |
| Ⰱ       |                      | Bouky                  | B        | Б         | Буки | 2 | |
| Ⰲ       |                      | Vede                   | V        | В         | Веди | 3 | |
| Ⰳ       |                      | Glagolu                | G Ǵ      | Г Ѓ       | Глаголи | 4 | |
| Ⰴ       |                      | Dobro                  | D        | Д         | Добро | 5 | |
| Ⰵ       |                      | Jestu                  | E Ê Ë    | Э Е Ё Є   | Есть | 6 | |
| Ⰶ       |                      | Zhivete                | Ž        | Ж         | Живете | 7 | |
| Ⰷ       |                      | Dzelo                  | Ẑ        | Ѕ         | Зело | 8 | |
| Ⰸ       |                      | Zemlja                 | Z        | З         | Земля | 9 | |
| Ⰺ, Ⰹ    | ,                    | Izhe                   | Ì Ï      | Ι, Ї      | Иже (I) | 10 | Насчёт того, какая из этих букв как называется и как они соответствуют кириллическим И и I, у исследователей единого мнения нет |
| Ⰻ       |                      | I                      | I J      | И         | И (Иже) | 20 | Насчёт того, какая из этих букв как называется и как они соответствуют кириллическим И и I, у исследователей единого мнения нет |
| Ⰼ       |                      | Gjerv                  | Ḋ Ć Đ    | Ꙉ Ћ Ђ     | Гѥрв | 30 | |
| Ⰽ       |                      |                        | K        | К         | Како | 40 | |
| Ⰾ       |                      | Ljudie                 | L L̂      | Л Љ       | Люди | 50 | |
| Ⰿ       |                      | Myslite                | M        | М         | Мыслете | 60 | |
| Ⱀ       |                      | Nashi                  | N N̂      | Н Њ       | Наш | 70 | |
| Ⱁ       |                      | Onu                    | O        | О         | Он | 80 | |
| Ⱂ       |                      | Pokoi                  | P        | П         | Покой | 90 | |
| Ⱃ       |                      | Rici                   | R        | Р         | Рцы | 100 | |
| Ⱄ       |                      | Slovo                  | S        | С         | Слово | 200 | |
| Ⱅ       |                      | Tvrido                 | T        | Т         | Твердо | 300 | |
| Ⱛ       |                      | _                      | Ỳ        | Ѵ         | Ижица | — | |
| Ⱆ       |                      | Uku                    | U Ȣ      | У Ѹ       | Ук | 400 | |
| Ⱇ       |                      | Fritu                  | F        | Ф         | Ферт | 500 | |
| Ⱈ       |                      | Heru                   | X        | Х         | Хер | 600 | |
| Ⱉ       |                      | Out                    | _        | Ѡ         | От | 700 | |
| Ⱊ       |                      | _                      | _        | _         | Пѣ (Пе) | 800 | Гипотетическая буква, вид которой различен |
| Ⱌ       |                      | Ci                     | C        | Ц         | Цы | 900 | |
| Ⱍ       |                      | Chrivi                 | Č D̂      | Ч Џ       | Червь | 1000 | |
| Ⱎ       |                      | Sha                    | Š        | Ш         | Ша | — | |
| Ⱋ       |                      | Shta                   | Ŝ        | Щ         | Шта | 800 | |
| Ⱏ       |                      | Jeru                   | Ŭ        | Ъ         | Ер | — | |
| ⰟⰊ      |                      |                        | Y        | Ы         | Еры | — | |
| Ⱐ       |                      | Jeri                   | Ĭ        | Ь         | Ерь | — | |
| Ⱑ       |                      | Jati                   | Ě Â      | Ѣ Я       | Ять | — | |
| Ⱖ       |                      |                        | Ë        | Ё         | — | — | Предполагаемая буква, представляющая собой начертание, содержащееся в начертании сложной буквы (предположительно в лигатуре) — большого йотированного юса. Данное начертание как самостоятельная буква не зафиксирована. Никакого научно обоснованного названия не имеет. Предполагается, что если вместо четырёх юсов было только два (без обозначения йотации), то один из них мог произноситься он/ён, второй — эн/ен. Но имеется сложность: в трёхъюсовых текстах нет лигатуры именно с этим начертанием |
| Ⱒ       |                      |                        | H        |           | «Паукообразный» знак для звука [х]. Некоторые исследователи считают, что он входил в первоначальную глаголицу как отдельная буква | «Паукообразный» знак для звука [х]. Некоторые исследователи считают, что он входил в первоначальную глаголицу как отдельная буква | «Паукообразный» знак для звука [х]. Некоторые исследователи считают, что он входил в первоначальную глаголицу как отдельная буква |
| Ⱓ       |                      |                        | Û        | Ю         | Ю | — | |
| Ⱔ       |                      |                        | Ȩ̌        | Ѧ         | юс малый | — | |
| Ⱗ       |                      |                        | JȨ̌       | Ѩ         | юс малый йотированный | — | |
| Ⱘ       |                      |                        | Ǎ        | Ѫ         | юс большой | — | |
| Ⱙ       |                      |                        | JǍ       | Ѭ         | юс большой йотированный | — | |
| Ⱚ       |                      |                        | F̀        | Ѳ         | Фита | — | |

## Глаголица в Юникоде
В Юникоде (начиная с версии 4.1) для глаголицы отведён диапазон U+2C00-U+2C5F.
| Глаголица[1] Официальная таблица символов Консорциума Юникода (PDF) |   |   |   |   |   |   |   |   |   |   |   |   |   |   |   |   |
|                                                                     | 0 | 1 | 2 | 3 | 4 | 5 | 6 | 7 | 8 | 9 | A | B | C | D | E | F |
| U+2C0x                                                              | Ⰰ | Ⰱ | Ⰲ | Ⰳ | Ⰴ | Ⰵ | Ⰶ | Ⰷ | Ⰸ | Ⰹ | Ⰺ | Ⰻ | Ⰼ | Ⰽ | Ⰾ | Ⰿ |
| U+2C1x                                                              | Ⱀ | Ⱁ | Ⱂ | Ⱃ | Ⱄ | Ⱅ | Ⱆ | Ⱇ | Ⱈ | Ⱉ | Ⱊ | Ⱋ | Ⱌ | Ⱍ | Ⱎ | Ⱏ |
| U+2C2x                                                              | Ⱐ | Ⱑ | Ⱒ | Ⱓ | Ⱔ | Ⱕ | Ⱖ | Ⱗ | Ⱘ | Ⱙ | Ⱚ | Ⱛ | Ⱜ | Ⱝ | Ⱞ | Ⱟ |
| U+2C3x                                                              | ⰰ | ⰱ | ⰲ | ⰳ | ⰴ | ⰵ | ⰶ | ⰷ | ⰸ | ⰹ | ⰺ | ⰻ | ⰼ | ⰽ | ⰾ | ⰿ |
| U+2C4x                                                              | ⱀ | ⱁ | ⱂ | ⱃ | ⱄ | ⱅ | ⱆ | ⱇ | ⱈ | ⱉ | ⱊ | ⱋ | ⱌ | ⱍ | ⱎ | ⱏ |
| U+2C5x                                                              | ⱐ | ⱑ | ⱒ | ⱓ | ⱔ | ⱕ | ⱖ | ⱗ | ⱘ | ⱙ | ⱚ | ⱛ | ⱜ | ⱝ | ⱞ | ⱟ |
| Примечания 1.^ По состоянию на версию 15.0.                         |   |   |   |   |   |   |   |   |   |   |   |   |   |   |   |   |

## Историческое значение
Слава въ вишнихъ Богу

На въспоминание

1300-го лѣта крьщениѣ

Народа Хръватъ

иже закле се вѣчьною

вѣрьностью

Стѣнѣ Петра

приемъ отъ ее обѣтование

помощи въ вьсакои печали

Дружьба Братие

Хръватъскаго Змьѣ

съхранѣе светине прадѣди

Прѣпоручае

Отьчьство Хръватъ

Великои Богородици

1941

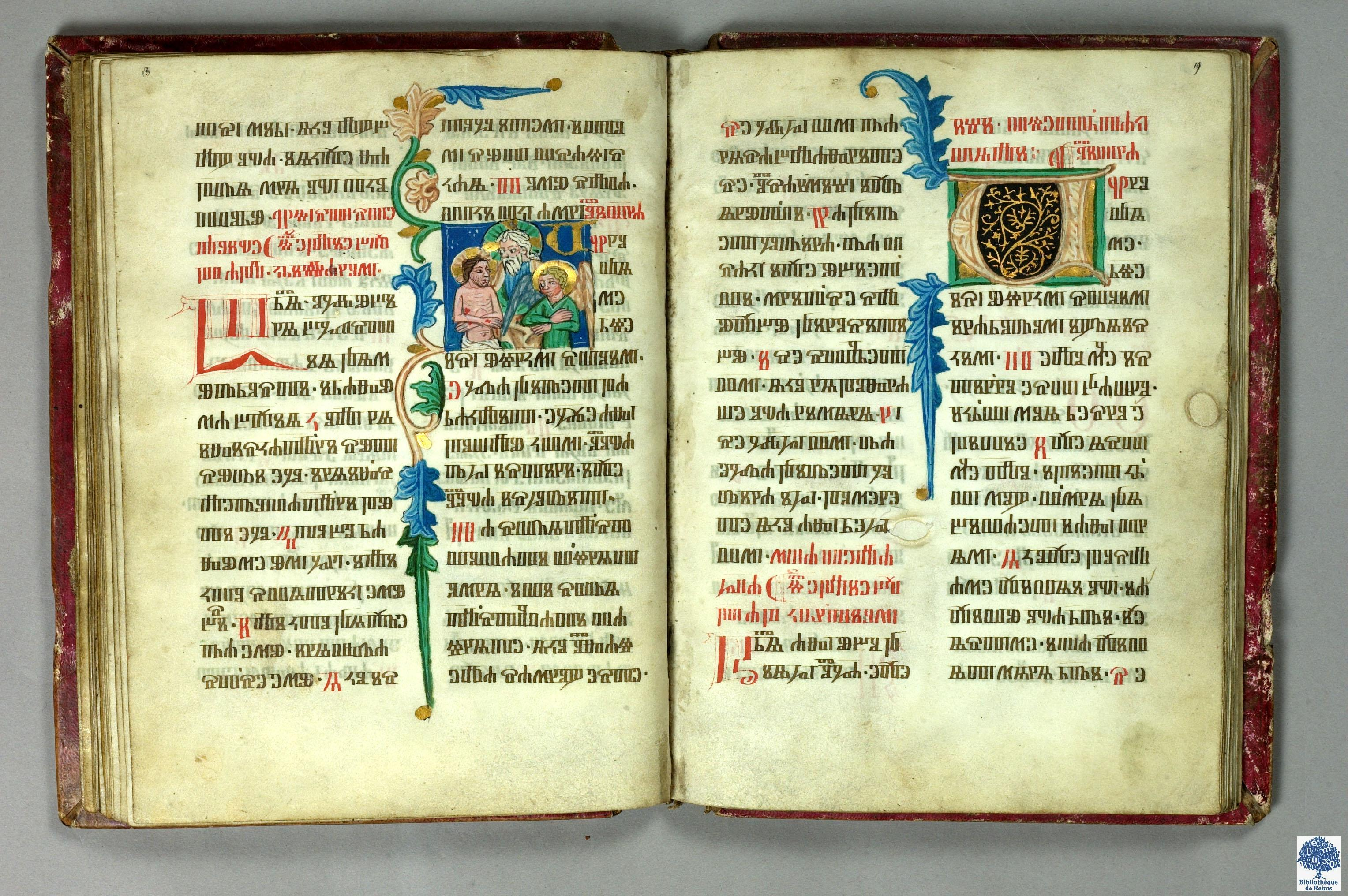
Разворот Реймсского Евангелия c глаголическим текстом. 1395

Глаголическая надпись в Кафедральном соборе в Загребе.
В переложении на кириллицу:
Слава въ вишнихъ Богу
На въспоминание
1300-го лѣта крьщениѣ
Народа Хръватъ
иже закле се вѣчьною
вѣрьностью
Стѣнѣ Петра
приемъ отъ обѣтование
помощи въ вьсакои печали
Дружьба Братие
Хръватъскаго Змьѣ
съхранѣе светине прадѣди
Прѣпоручае
Отьчьство Хръватъ
Великои Богородици
1941

Большого успеха миссия Кирилла и Мефодия не имела. Франкское духовенство решительно возражало против ведения богослужения на местном языке. После того как Людовик Немецкий вторгся в Моравию (864 год), эти соперники получили военную поддержку, и византийские миссионеры были вынуждены уехать. После этого Папа предписал моравскому правителю прекратить отправление богослужений на славянском языке. Впоследствии опыт братьев оказался полезным в процессе крещения Болгарии.
Вторая часть знаменитого Реймсского Евангелия, на которой присягали при коронации французские короли, содержащая апостольские послания и паремии на праздники по римско-католическому календарю, была написана в 1395 году монахами Эммаусского монастыря в Праге хорватской глаголицей со вкраплением богемизмов. Она была пожертвована в монастырь императором Карлом IV, купившим её в Венгрии, а позже занесена гуситами в Константинополь, где приобретена кардиналом Карлом Лотарингским, пожертвовавшим её в 1574 году в Реймсский собор.
Хорватской глаголицей был напечатан «Миссал по закону Римского двора» (1483) — первая хорватская печатная книга.

## В популярной культуре
Глаголица — система письма, используемая в мире книг, в сериале и в видеоиграх «Ведьмак».
Глаголица также присутствует на монетах номиналом 1 евроцент, 2 евроцента и 5 евроцентов, отчеканенных в Хорватии.